# Хорнстрандір

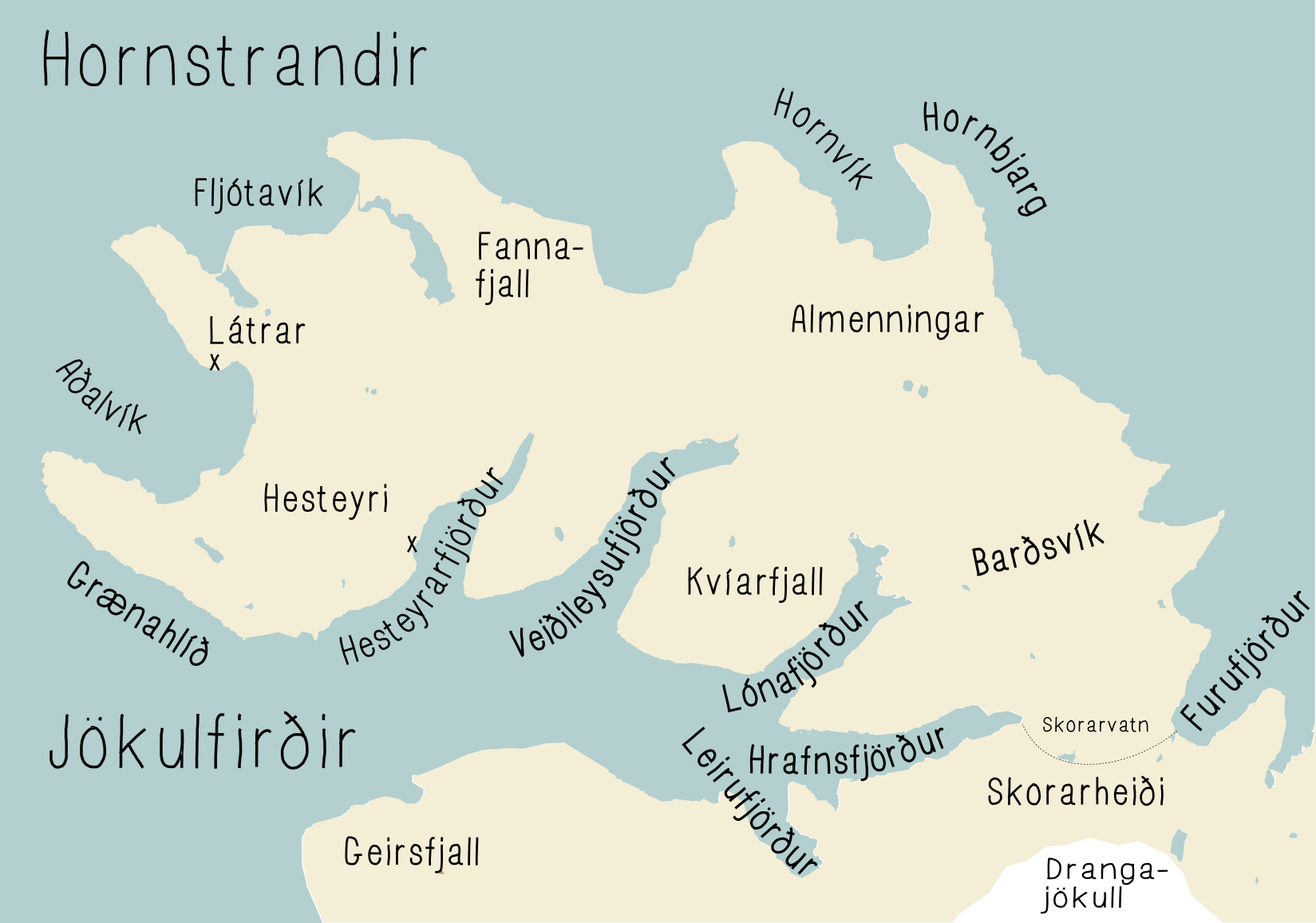
Півострів Хорнстрандір та Йокульфірдір

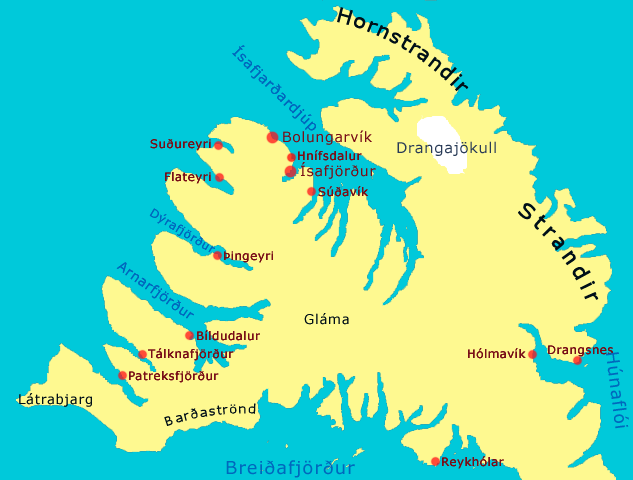
Westfjords з Hornstrandir в північній частині

Хорнстрандір ( Icelandic pronunciation: [Hɔr̥sˌstrandɪr̥] ) - північний півострів Ісландії, що охоплює 580 км² на північному кінці Вестфьордів, на північ від Йокульфірдіра та на північний захід від льодовика Дрангайокулл.

## Екосистема
Займає 580 км² тундри, фіорду, льодовиків та альпійських земель з багатою, але тендітною рослинністю, охороняється як природний заповідник Хорнстрандір з 1975 року, згідно з одними з найсуворіших правил збереження в Ісландії. Природа цієї місцевості процвітала, коли в ній мешкало дуже мало людей. У 1950-х роках тут залишалася незначна кількість жителів, які займалися сільським господарством. Однак через десятиліття їхні нащадки повернулися і відбудувила свої старі будинки, і значна частина землі знаходиться у приватній власності.
Йокульфірдір, що означає льодовикові фіорди, - це утворення п’яти фіордів та заток, чотири з яких складають всю південну землю та найбільш звивисте узбережжя Хорнстрандіру, тоді як п’ятий лежить на південь від півострова. Із заходу на схід чотири фіорди, що складаються з південного берега, - це Хестерарфьордур, Вейлілейсуфьордур, Лонафьордур та Храфнсфьордур, причому останній утворює південно-західну верхівку, що відокремлює Хорнстрандір від решти Вестфьордів.

## Галерея

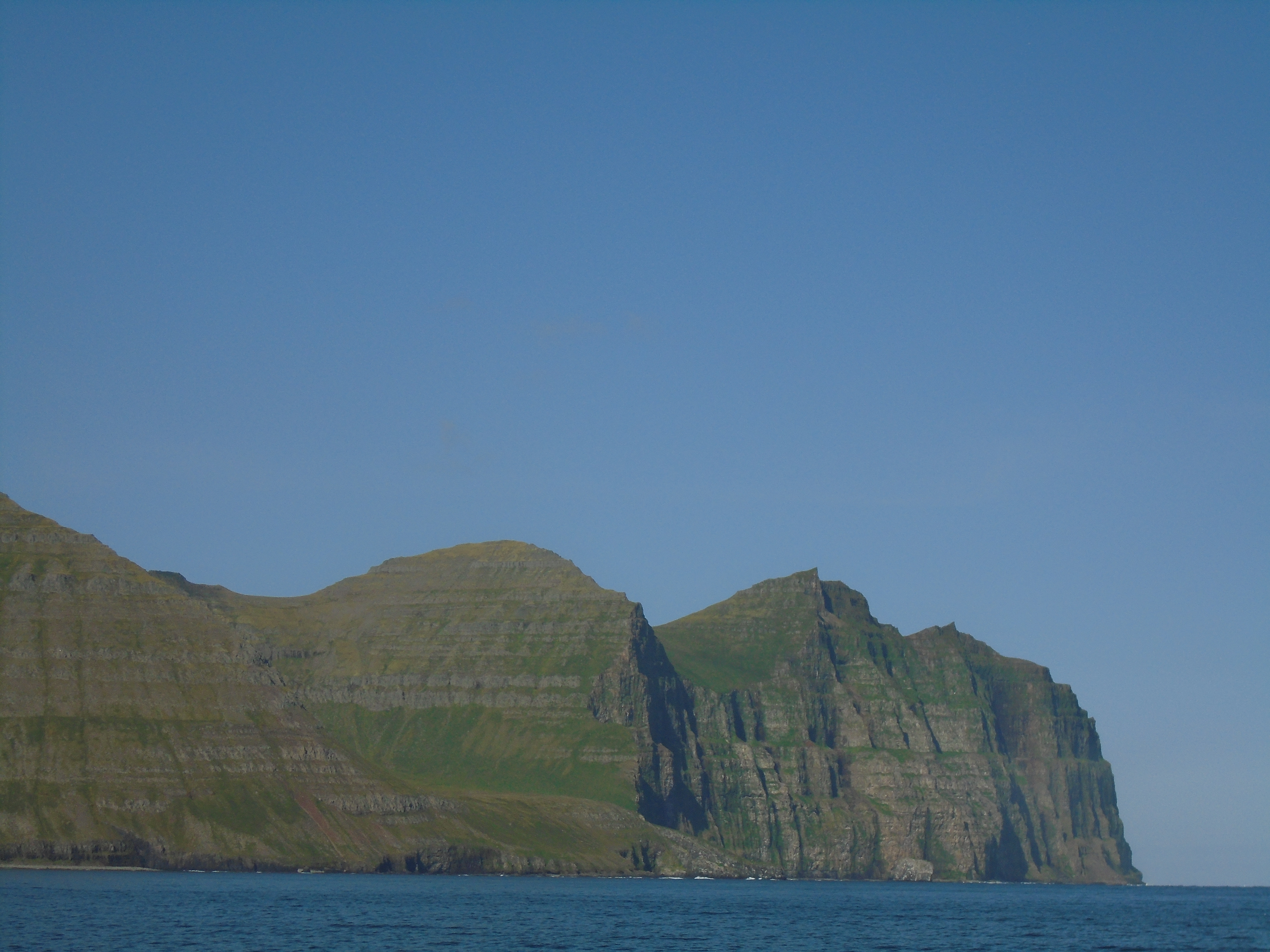
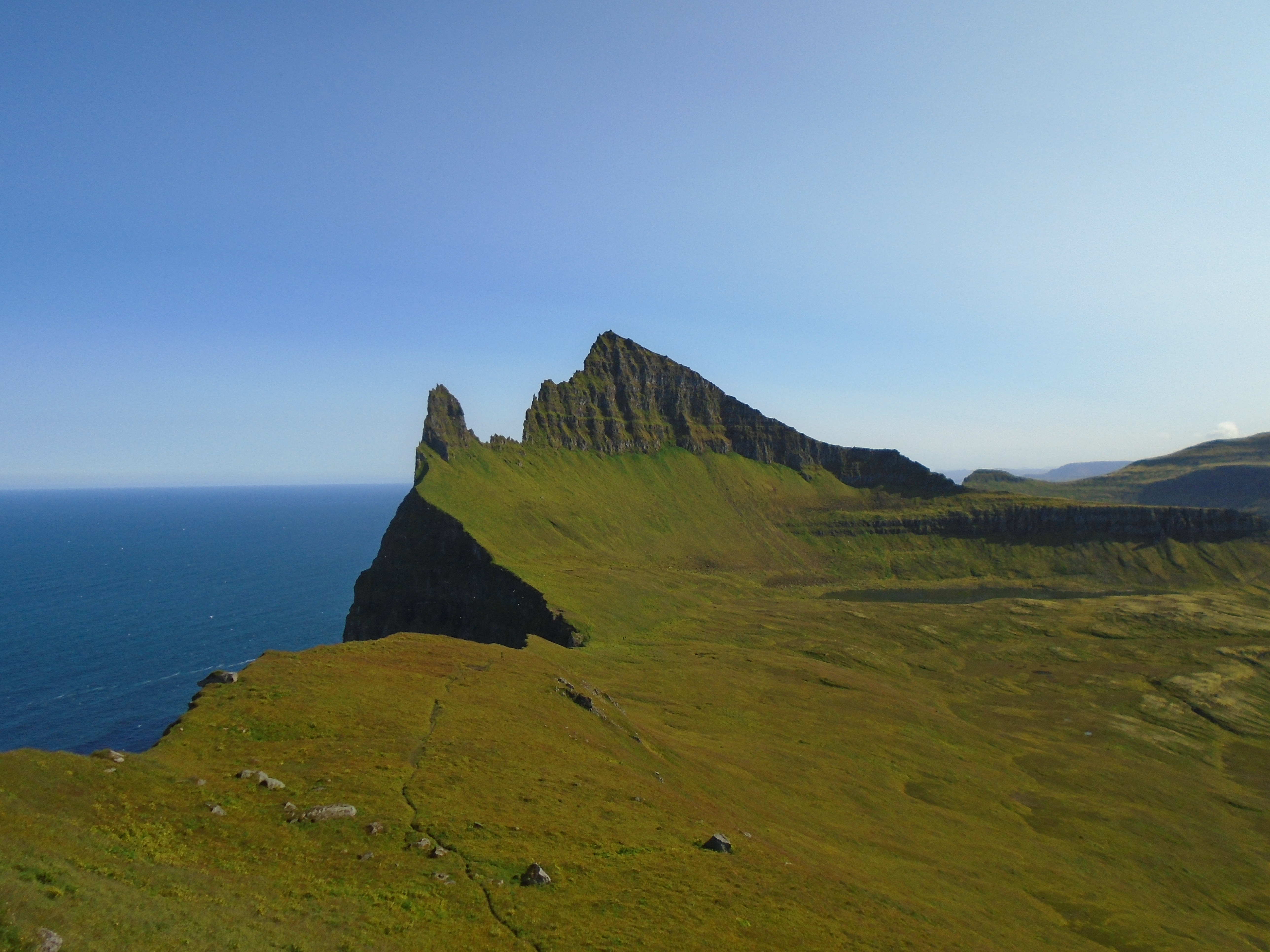
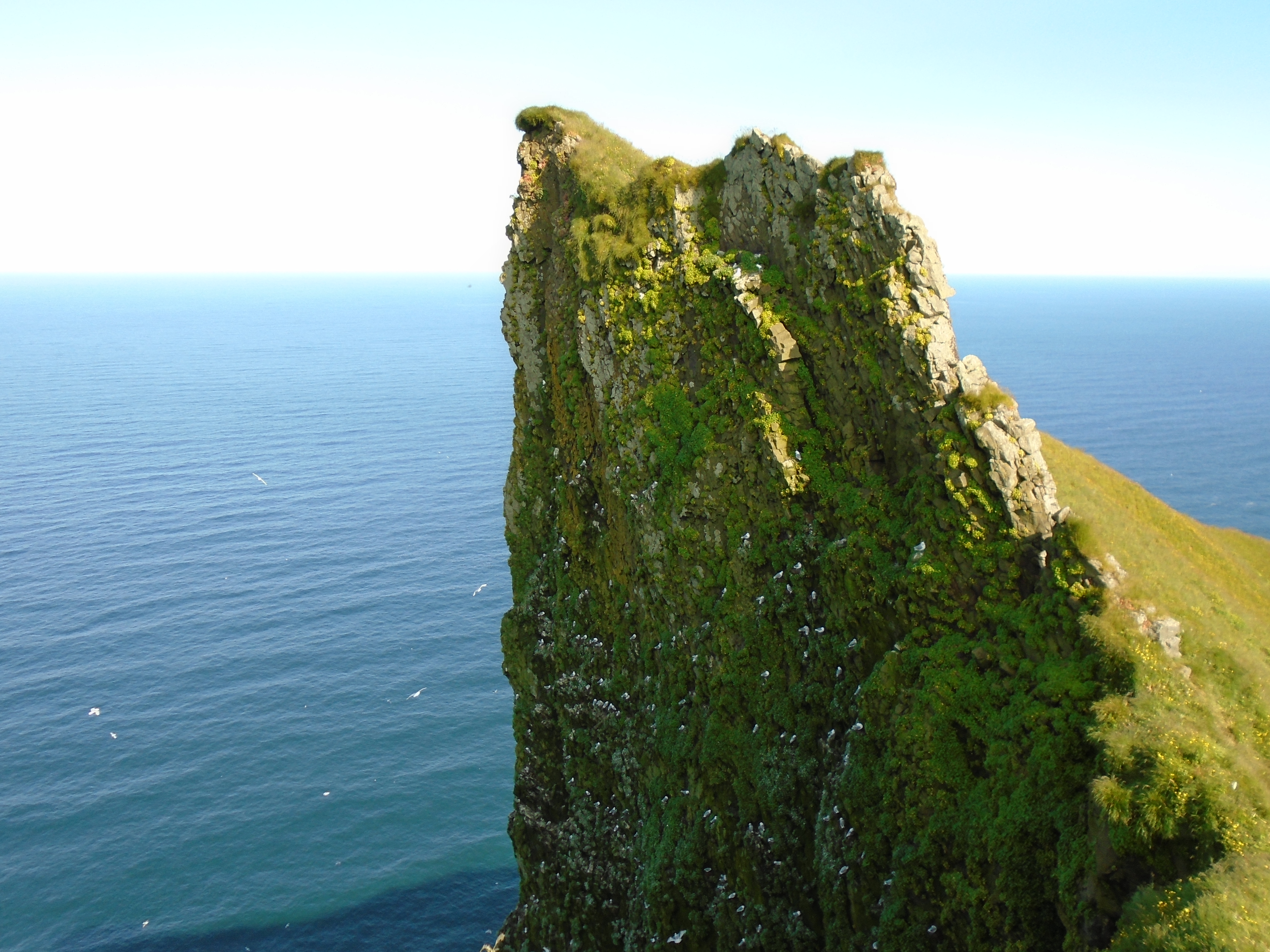
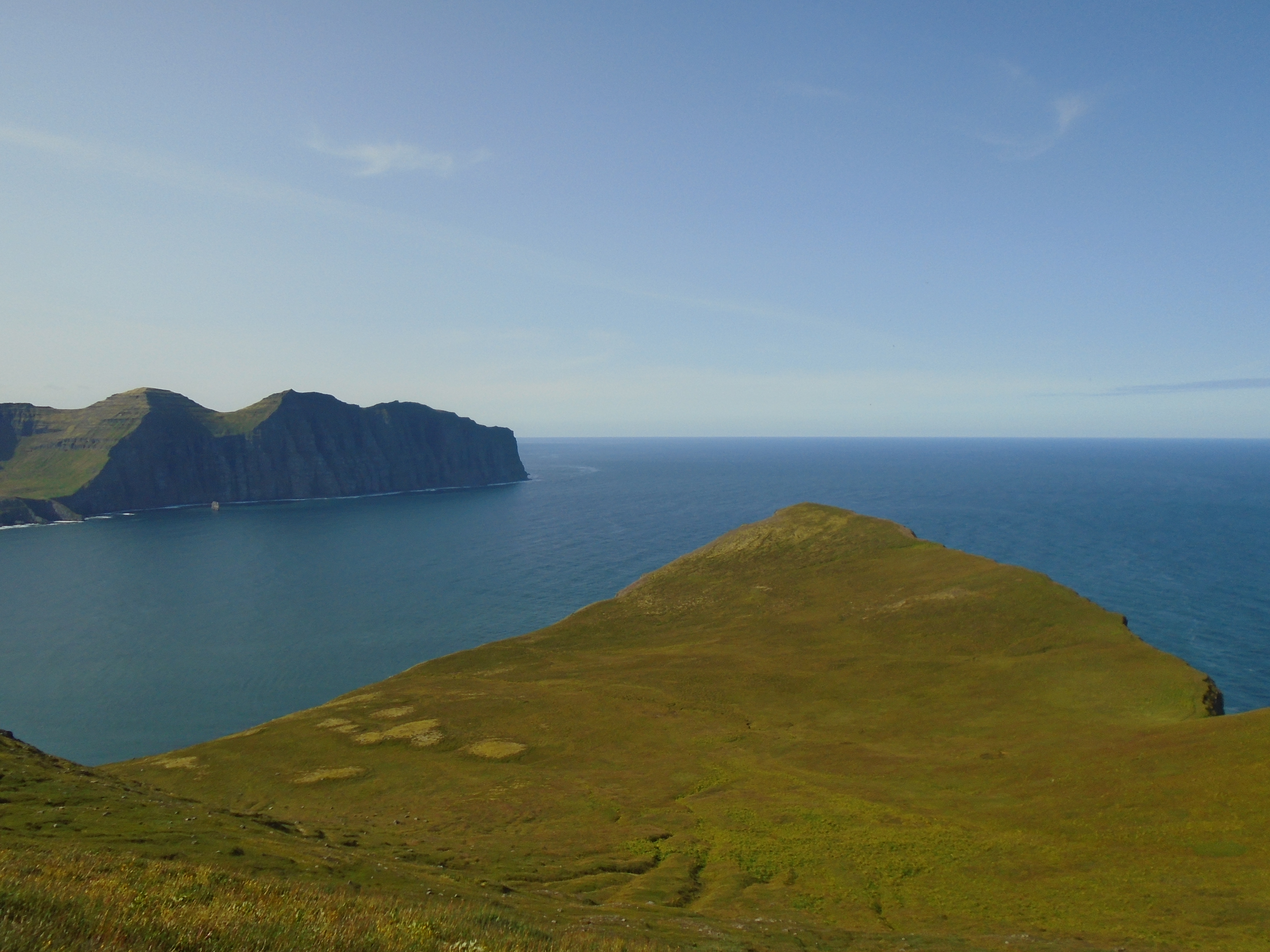